# 勒梅 (密蘇里州)
勒梅（英語：Lemay）是位於美國密蘇里州聖路易斯縣的普查規定居民點。

## 人口
根據2020年美國人口普查的數據，勒梅的面積為11.15平方千米，當中陸地面積為10.59平方千米，而水域面積為0.56平方千米。當地共有人口17117人，而人口密度為每平方千米1,535.16人。